# Episodi di Modern Family (prima stagione)
La prima stagione di Modern Family è stata trasmessa dal network statunitense ABC dal 23 settembre 2009 al 19 maggio 2010.
In Italia la stagione è andata in onda dal 5 febbraio al 16 luglio 2010 sul canale satellitare Fox Life. In chiaro è stata trasmessa su Cielo dal 2 novembre 2010.

Immagine del cast dalla sigla della prima stagione

| nº | Titolo originale       | Titolo italiano                  | Prima TV USA      | Prima TV Italia  |
| -- | ---------------------- | -------------------------------- | ----------------- | ---------------- |
| 1  | Introducing the Family | La nostra famiglia               | 23 settembre 2009 | 5 febbraio 2010  |
| 2  | The Bicycle Thief      | Ladro di biciclette              | 30 settembre 2009 | 12 febbraio 2010 |
| 3  | Come Fly with Me       | Vola via con me                  | 7 ottobre 2009    | 19 febbraio 2010 |
| 4  | The Incident           | L'incidente                      | 14 ottobre 2009   | 26 febbraio 2010 |
| 5  | Coal Digger            | La pace ritrovata                | 21 ottobre 2009   | 5 marzo 2010     |
| 6  | Run for Your Wife      | Un papà è poco e due sono troppi | 28 ottobre 2009   | 12 marzo 2010    |
| 7  | En Garde               | Un talento naturale              | 4 novembre 2009   | 19 marzo 2010    |
| 8  | Great Expectations     | Grandi speranze                  | 18 novembre 2009  | 26 marzo 2010    |
| 9  | Fizbo                  | Una festa da ricordare           | 25 novembre 2009  | 2 aprile 2010    |
| 10 | Undeck the Halls       | Tradizioni e contraddizioni      | 9 dicembre 2009   | 9 aprile 2010    |
| 11 | Up All Night           | Phil si toglie un sassolino      | 6 gennaio 2010    | 16 aprile 2010   |
| 12 | Not in My House        | Equivoci pericolosi              | 13 gennaio 2010   | 23 aprile 2010   |
| 13 | Fifteen Percent        | Cambiare si può?                 | 20 gennaio 2010   | 30 aprile 2010   |
| 14 | Moon Landing           | Toccata e fuga                   | 3 febbraio 2010   | 7 maggio 2010    |
| 15 | My Funky Valentine     | Giochi pericolosi                | 10 febbraio 2010  | 14 maggio 2010   |
| 16 | Fears                  | Paure e fobie                    | 3 marzo 2010      | 21 maggio 2010   |
| 17 | Truth Be Told          | Quattro impronte e un funerale   | 10 marzo 2010     | 28 maggio 2010   |
| 18 | Starry Night           | Van Gogh a sorpresa              | 24 marzo 2010     | 4 giugno 2010    |
| 19 | Game Changer           | Un compleanno movimentato        | 31 marzo 2010     | 11 giugno 2010   |
| 20 | Benched                | La rivincita di Phil             | 14 aprile 2010    | 18 giugno 2010   |
| 21 | Travels with Scout     | In viaggio con Scout             | 28 aprile 2010    | 25 giugno 2010   |
| 22 | Airport 2010           | Il compleanno di Jay             | 5 maggio 2010     | 2 luglio 2010    |
| 23 | Hawaii                 | Luna di miele alle Hawaii        | 12 maggio 2010    | 9 luglio 2010    |
| 24 | Family Portrait        | Ritratto di famiglia             | 19 maggio 2010    | 16 luglio 2010   |

## La nostra famiglia
- Titolo originale: Introducing the Family
- Diretto da: Jason Winer
- Scritto da: Steven Levitan e Christopher Lloyd

### Trama
Claire Pritchett e Phil Dunphy sono una classica coppia dei sobborghi statunitensi, sposata da sedici anni e con tre figli: Haley, sedicenne, poco studiosa, con molti amici, attenta alla moda; Alex, dodicenne, molto studiosa e con pochi amici; e Luke, dieci anni, per niente studioso, molto vivace e con l'atteggiamento strambo verso la vita ereditato dal padre. Phil è un venditore immobiliare, appassionato di tecnologia, che cerca di mantenersi "amico" dei figli, mentre Claire, casalinga, è quella che adotta verso di loro l'atteggiamento più severo, in particolare con le figlie, alle quali vuole evitare gli errori da lei commessi in gioventù e finisce col mettere in imbarazzo Haley, quando invita a casa il suo primo ragazzo, Dylan. Cameron Tucker e Mitchell Pritchett, fratello di Claire, sono una coppia omosessuale, fidanzata da circa cinque anni, di ritorno dal Vietnam, dove hanno adottato la neonata Lily, senza dirlo ai familiari 
per timore del loro giudizio. Gloria Maria Ramirez e Jay Pritchett, 62 anni, padre di Claire e Mitchell, sono sposati da circa sei mesi e con loro vive Manny Manuel Alberto Delgado, di dieci anni, molto studioso e maturo, figlio del primo matrimonio di Gloria. Gloria è più giovane di Claire (ha tredici mesi meno), e Jay viene occasionalmente scambiato per suo padre. Cameron e Mitchell invitano a cena tutta la famiglia per presentare Lily.
- Guest star: Matt Corboy (Josh), Jenica Bergere (madre alla partita di calcio), Reid Ewing (Dylan).

## Ladro di biciclette
- Titolo originale: The Bicycle Thief
- Diretto da: Jason Winer
- Scritto da: Bill Wrubel

### Trama
Phil decide di comprare una nuova bicicletta a Luke, che fino a quel momento usava la vecchia appartenuta alla sorella, anche se la moglie è di parere contrario, perché non ritiene ancora il figlio abbastanza maturo da averne una sua. Poco tempo dopo avergli donato la nuova bicicletta, Phil per strada trova lasciata incustodita una bicicletta simile a quella che aveva comprato a Luke. Per "insegnargli una lezione" decide quindi di prenderla per fargli credere che qualcuno gliel'abbia rubata. Riportandola a casa, incontra la nuova vicina Desiree, un'attraente giovane donna, che gli chiede aiuto dopo essere rimasta chiusa fuori casa. Non trovando più la bicicletta comprerà quindi una nuova bicicletta, ma quando è pronto a rimproverare il figlio, scopre che quest'ultimo non aveva mai perso la sua. Intanto, Manny, che non ha ancora instaurato un buon rapporto con Jay, attende di incontrare il padre naturale, Javier, che però annulla l'appuntamento all'ultimo minuto, perciò Jay e Gloria lo porteranno loro a Disneyland, viaggio che doveva fare con il padre. Mitchell e Cameron partecipano invece ad un incontro di gioco per bambini piccoli, al quale si ritrovano carichi di pressione e nervosi per cercare di evitare che loro stessi o Lily facciano brutta figura.
- Guest star: Brandy Ledford (Desiree), Julia Lehman (Danielle), Lindsey Stoddart (Helen).

## Vola via con me
- Titolo originale: Come Fly with Me
- Diretto da: Reginald Hudlin
- Scritto da: Dan O'Shannon

### Trama
Quando Dylan va a trovare Haley e Phil prova a familiarizzare con lui a modo suo, è l'occasione per Claire di ricordare al marito di non avere un gran rapporto con suo padre Jay. Phil, per provare il contrario alla moglie, va quindi a casa di Jay per passare del tempo con lui, ma i due si ritrovano subito reciprocamente a disagio. Quando Jay, che coltiva un hobby per gli aeroplanini radiocomandati, gli fa vedere come vola l'ultimo modello appena assemblato, finisce per colpirlo in faccia, probabilmente di proposito; l'impegnarsi di Phil per mostrarsi "amico" risulta infatti ai suoi occhi molto irritante. Nel frattempo, Manny passa del tempo con la sorellastra Claire, dimostrandogli ancora una volta come sia molto più maturo rispetto alla sua età. Alex, che litiga con la madre per non voler indossare un vestito ad un matrimonio, per evitare di ricalcare lo stile della sorella maggiore, cambia idea dopo una chiacchierata con Gloria. Mitchell, secondo Cam molto snob, scopre la praticità e l'utilità del frequentare un ipermercato.
- Guest star: Reid Ewing (Dylan).

## L'incidente
- Titolo originale: The Incident
- Diretto da: Jason Winer
- Scritto da: Steven Levitan

### Trama
L'ex moglie di Jay, Dede, va a trovare il figlio Mitchell per chiedergli di fare da intermediario ad un tentativo di riappacificazione con il resto della famiglia. Dede non ha infatti preso bene la decisione dell'ex marito di risposarsi e, invitata al suo secondo matrimonio, si era resa protagonista di un atteggiamento molto imbarazzante, finendo per litigare con tutti. Nel frattempo Manny, vittima di uno scherzo da parte di un amichetto, esagera con la sua vendetta bruciandogli la bici, mentre Haley prega invano i suoi genitori di mandarla ad un concerto fuori città con il suo ragazzo. Mitchell porta quindi Dede da Claire, che non ha mai avuto un ottimo rapporto con lei (secondo Claire, sua madre la faceva sentire una nullità), ma dopo qualche momento di tensione accetta di renderla partecipe della prossima cena organizzata in casa sua con tutta la famiglia, Jay e Gloria compresi. Dovrebbe quindi essere l'occasione per riappacificarsi anche con Gloria, ma quando arriva il momento, dopo aver chiesto scusa per l'accaduto al matrimonio, si lascia di nuovo andare e tenta di strangolare Gloria. Sarà il fidanzato di Haley, Dylan, anche lui ospite a cena, a riportare la calma con un discorso sulla passione che coinvolge tutti i componenti della famiglia e che non può che derivare, dal suo punto di vista, da un profondo amore reciproco. Essendo Dylan un musicista, gli verrà chiesto di suonare una canzone. Lui ne suona una dedicata ad Haley, che parla di fare l'amore sotto la luna. Claire e Phill, che prima di ascoltare la canzone si stavano convincendo a mandare la figlia al concerto, ritorneranno quindi alla loro posizione iniziale.
- Guest star: Shelley Long (Dede Pritchett), Reid Ewing (Dylan).

## La pace ritrovata
- Titolo originale: Coal Digger
- Diretto da: Jason Winer
- Scritto da: Christopher Lloyd

### Trama
Luke e Manny litigano a scuola poiché il primo non vuole farsi chiamare "nipote" dal secondo; i rispettivi genitori vengono convocati davanti al preside, il signor Balaban, cosa che dà luogo a un momento di tensione tra Claire e Gloria. La cena di famiglia programmata a casa di Jay è quindi l'occasione per riappacificarsi non solo per Luke e Manny, ma anche per le rispettive madri. Gloria, infatti, non si sente ancora pienamente accolta dalla famiglia di Jay, mentre Claire ha ancora qualche difficoltà a fidarsi completamente di lei e accettare che il padre abbia sposato una donna molto più giovane di lui. Le due alla fine, grazie anche all'intermediazione di Phil, riusciranno a riconciliarsi. Nel frattempo, la stessa cena è l'occasione per Cam di dimostrarsi grande appassionato di football, una delle poche cose che condivide con il suocero; mentre Mitchell, che prova a condividere la passione del compagno, ha difficoltà a farsi coinvolgere da tale sport.
- Guest star: Andrew Borba (signor Balaban).

## Un papà è poco e due sono troppi
- Titolo originale: Run for Your Wife
- Diretto da: Jason Winer
- Scritto da: Paul Corrigan e Brad Walsh

### Trama
È il primo giorno di scuola. Phil pensa che sia un momento difficile per le casalinghe vedere i figli lasciare la loro casa e quindi rimanere sole per mezza giornata, perciò decide di passare la giornata con Claire, finendo però più ad infastidirla che a farle buona compagnia. Haley, intanto, ha iniziato a frequentare un corso di scuola guida, in cui mostra evidenti difficoltà. Manny decide di condividere le sue origini colombiane con i nuovi compagni di classe, indossando un poncho. Jay riesce a convincerlo a toglierlo durante il tragitto verso la scuola, ma Gloria lo farà tornare indietro con lei a riportaglielo per mostrargli il supporto della famiglia. Tuttavia, quando Manny spiega di aver intenzione anche di suonare una canzoncina con il flauto di Pan, anche Gloria si rende conto che potrebbe mettersi molto in imbarazzo e ordina al marito di romperglielo. Mitchell, invece, sbatte involontariamente la testa di Lily contro il muro; insieme a Cam correrà quindi dalla pediatra di fiducia, la dottoressa Miura, per poi scoprire di essersi preoccupati troppo inutilmente.
- Guest star: Suzy Nakamura (dott.ssa Miura).

## Un talento naturale
- Titolo originale: En Garde
- Diretto da: Randall Einhorn
- Scritto da: Danny Zuker

### Trama
Manny, usualmente non ben performante negli sport, si scopre molto abile nella scherma; domina un torneo locale, gratificando molto Jay, che si sente molto orgoglioso di lui. Quando è il momento di giocare la finale sia Jay che Gloria si sentono però in colpa per averlo caricato troppo, poiché all'ultimo minuto l'altra finalista si rivela una bambina orfana con problemi di salute. Ciò tuttavia non cancellerà del tutto la gioia per aver vinto un trofeo davanti a tutta la famiglia. L'occasione fa riflettere Phil e Claire sulle abilità personali dei rispettivi figli, non sentendosi molto ottimisti riguardo al futuro di Luke. Mitchell invece fa riemergere vecchi rancori contro sua sorella: i due da piccoli facevano parte di una coppia di pattinaggio di figura, ma Claire aveva sciolto la squadra prima di un evento importante. I due fratelli si ritroveranno ad eseguire la performance mancata ventuno anni prima nel parcheggio della palestra dove Manny sta duellando per il trofeo.
- Guest star: Mo Collins (Denise), Amy Landers (Krista Flum), Nolan North (Donald Flum).

## Grandi speranze
- Titolo originale: Great Expectations
- Diretto da: Jason Winer
- Scritto da: Joe Lawson

### Trama

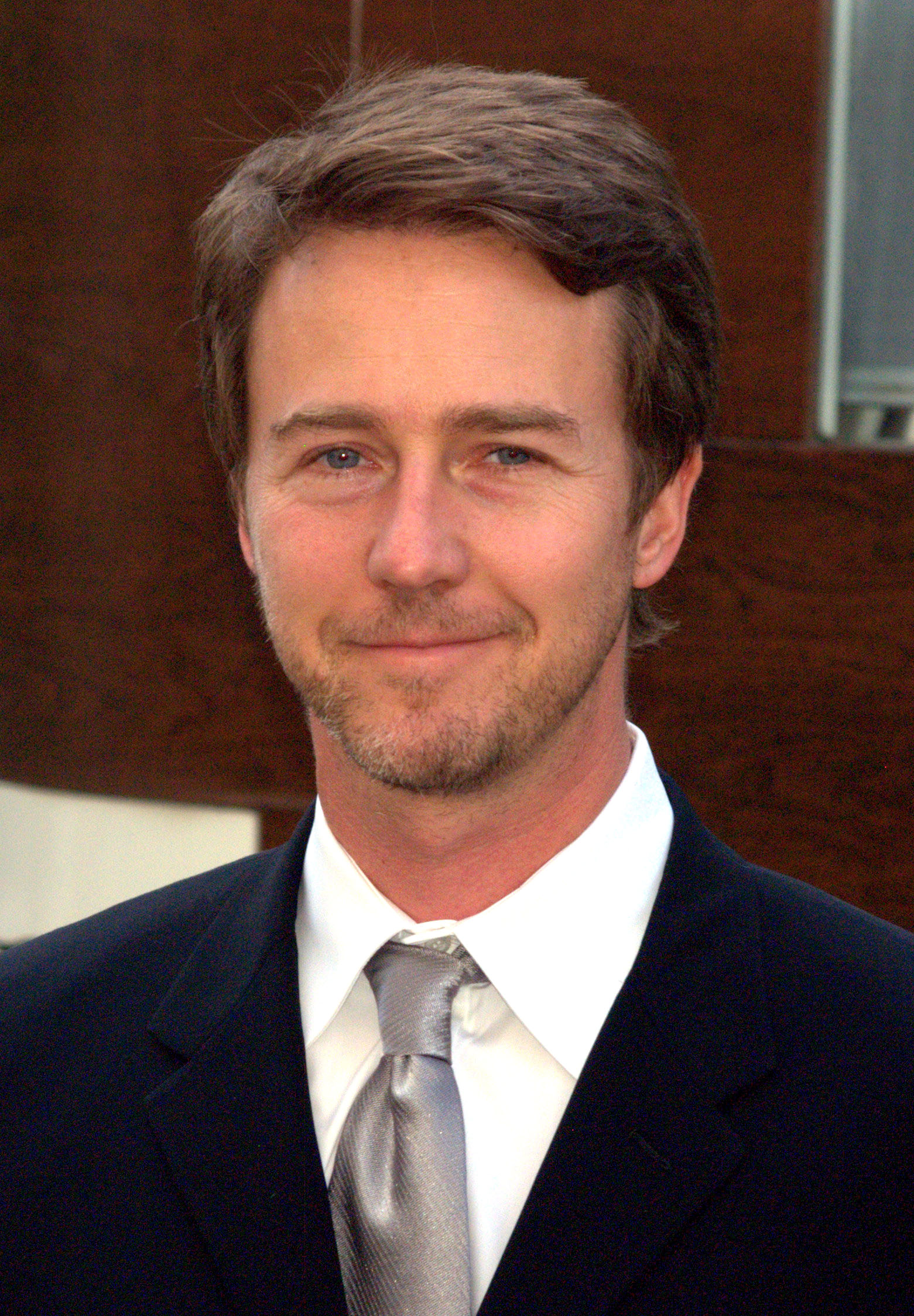
Edward Norton interpreta Izzy Lafontaine

Phil e Claire festeggiano il loro anniversario. Mentre Phil le dona diversi regali, compreso un bracciale, Claire non riesce a fare di meglio che preparargli cinque biglietti per abbracci omaggio. Nel corso della giornata, per compensare, prova a organizzare una sorpresa, invitando presso la loro casa Izzy Lafontaine, quello che crede un cantante del gruppo musicale preferito da Phil. In realtà, Phil, non ha idea di chi sia. Intanto, Jay raduna presso casa sua tutti i nipoti per un pigiama party, serata al quale lui tiene molto ogni anno. Haley, invitata ad una festa vicino alla casa del nonno, prova ad andarci con Dylan, ma Jay riuscirà a trattenere entrambi a casa sua. Nel frattempo, dopo aver lasciato Lily con Gloria, Mitchell e Cameron si concedono una serata in compagnia della loro eccentrica amica Sal.
- Guest star: Elizabeth Banks (Sal), Edward Norton (Izzy Lafontaine), Reid Ewing (Dylan).

## Una festa da ricordare
- Titolo originale: Fizbo
- Diretto da: Jason Winer
- Scritto da: Paul Corrigan e Brad Walsh

### Trama
Il compleanno di Luke si avvicina e Phil e Claire decidono di organizzargli una festa speciale. Negli anni precedenti, infatti, Luke non aveva avuto modo di festeggiarlo molto poiché, celebrandosi nello stesso periodo del giorno del ringraziamento, finiva con il passare in secondo piano. Phil non teme di esagerare e organizza una feste con molte attività d'intrattenimento, compresa una piccola mostra di animali esotici e una parete d'arrampicata. Il tutto finisce però con il diventare parte di una serie concatenata di eventi che porteranno Luke a rompersi un braccio. A dare il via alla serie di eventi è Haley, che sentitasi minacciata dalla ragazza che cura gli animali esotici, che aveva iniziato a flirtare con Dylan, libera uno scorpione velenoso per distrarla, generando caos. La festa è anche l'occasione per Cam di indossare i panni del clown Fizbo, riprendendo così uno degli hobby praticati da adolescente, mentre Manny riesce ad attirare l'attenzione di una ragazza che gli piace mostrandosi coraggioso, dopo aver fallito presentandosi come un bambino gentile e divertente.
- Guest star: Reid Ewing (Dylan), Margo Harshman (Tanya), Stacey Hinnen (uomo alla stazione di servizio).

## Tradizioni e contraddizioni
- Titolo originale: Undeck the Halls
- Diretto da: Randall Einhorn
- Scritto da: Dan O'Shannon

### Trama
Il Natale è alle porte e i Dunphy video-chiamano i genitori di Phil per fargli auguri. Durante la conversazione, Claire nota i segni di una bruciatura sul divano e, pensando sia stata provocata da una sigaretta, va su tutte le furie. Phil, quando nessuno dei tre figli vuole prendersi la colpa, annuncia di voler cancellare il Natale, togliendo tutte le decorazioni finché il colpevole non confesserà. Dopo che le due sorelle provano a scaricare la colpa su Luke, Alex confessa, ma alla fine si scoprirà che anche lei era innocente e la bruciatura era stata causata da una decorazione appesa sull'albero di Natale che concentrava i raggi del sole su un punto del divano. Mitchell e Cameron, nel frattempo, portano Lily ad un centro commerciale per farle fare la sua prima foto con Babbo Natale. Tuttavia quando arriva il suo turno, poiché l'uomo vestito da Babbo Natale non ha un aspetto che lo ricorda, daranno vita ad una lamentela che farà licenziare il dipendente, Scott. Per farsi perdonare, Mitchell e Cameron lo ospiteranno nella loro casa, passando con lui la vigilia di Natale, mentre Cameron viene infastidito da un coro natalizio che lui stesso aveva fondato ma dal quale era stato cacciato l'anno precedente. A casa di Jay invece, Manny vuole festeggiare unendo alle tradizioni statunitensi anche quelle colombiane. Jay non è entusiasta dell'idea, ma quando si rende conto che la cosa più importante non è rivivere le tradizioni celebrate con i suoi primi due figli, ma di viverne di nuove con la sua nuova famiglia, si lascia coinvolgere in alcune usanze tipiche della Colombia, come l'effettuare scherzi o lanciare fuochi d'artificio la sera di Natale.
- Guest star: Brian T. Finney (Scott), Fred Willard (padre di Phil).

## Phil si toglie un sassolino
- Titolo originale: Up All Night
- Diretto da: Michael Spiller
- Scritto da: Christopher Lloyd

### Trama

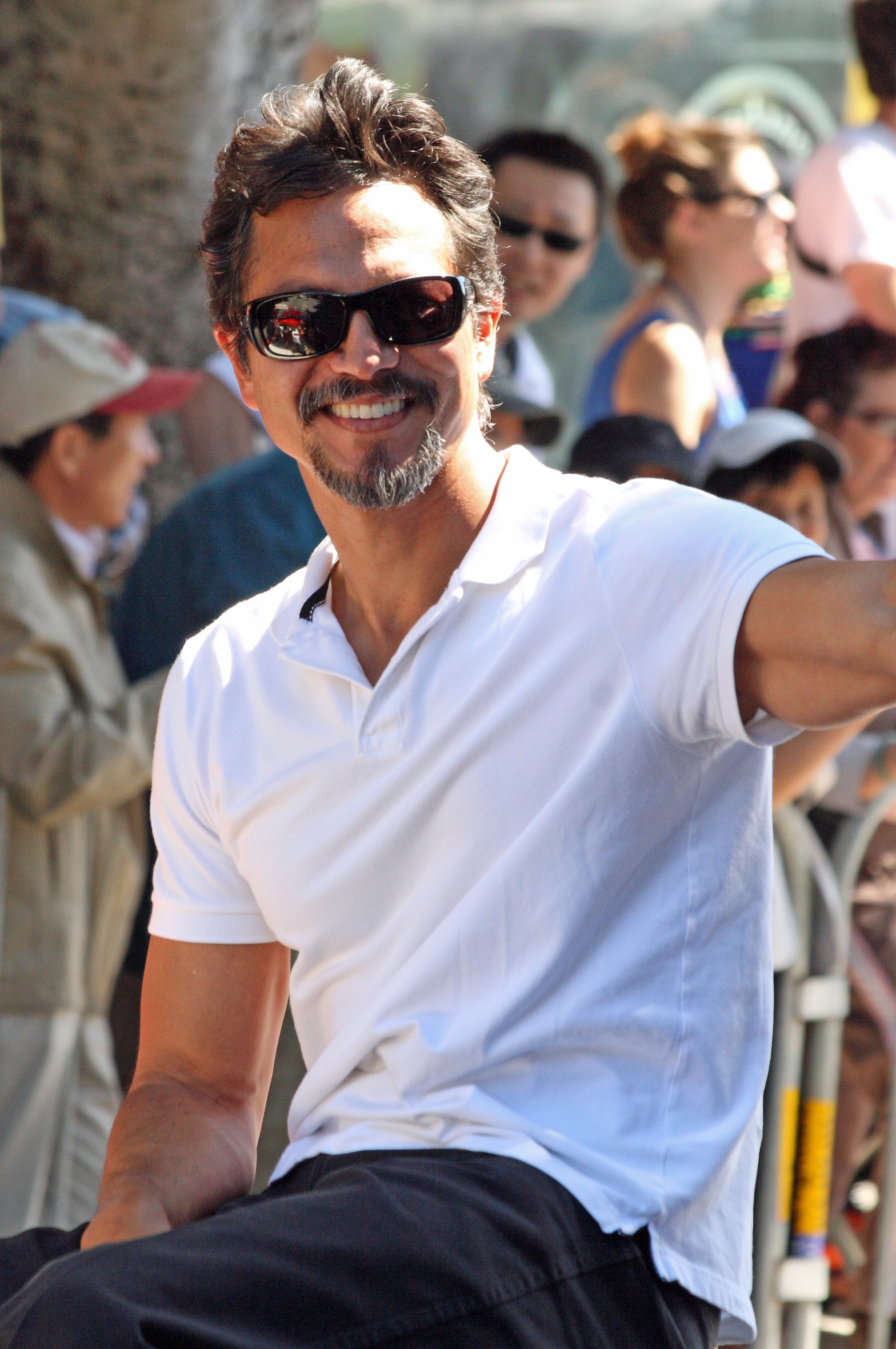
Benjamin Bratt interpreta Javier

A causa di un calcolo renale Phil è costretto a recarsi in ospedale. Dopo che fa chiamare il numero d'emergenza, Claire si veste più elegante per fare buona impressione sui vigili del fuoco che nel quartiere di loro residenza rispondono a tutte le chiamate di emergenza e hanno la fama di essere sexy. Nonostante sia dolorante, Phil si accorge di ciò, e dopo essersi sottoposto ad un'operazione ha in programma di usare la cosa a proprio vantaggio. Tuttavia, quando Claire viene a sapere che durante il ricovero ha trovato il tempo di intrattenere delle ragazze attraenti, vede immediatamente svanire i benefici che stava già pregustando. Manny riceve la visita del suo padre naturale, Javier, che finalmente riesce a destare una buona impressione su Jay. Quest'ultimo rimarrà infatti affascinato dal suo stile di vita che tanto detestava. Mitchell e Cameron provano a gestire i pianti notturni di Lily, ma hanno teorie diverse al riguardo: mentre Mitchell vuole lasciare la bambina a piangere finché non si calma da sola, per Cam ciò equivale a una tortura.
- Guest star: Benjamin Bratt (Javier).

## Equivoci pericolosi
- Titolo originale: Not in My House
- Diretto da: Chris Koch
- Scritto da: Caroline Williams

### Trama
Phil riceve via posta elettronica una foto erotica ma, nonostante pensa di averla cancellata, Claire la scopre. Tuttavia la moglie pensa che sia stato Luke a cercarla e Phil lascia che la colpa ricada su di lui, offrendosi di gestire la cosa per evitare di turbare il bambino. Alla fine però la verità verrà a galla. Gloria si arrabbia con Jay per aver portato a casa da un casinò di Las Vegas una statua che vuole rappresentare una sorta di cane maggiordomo; nonostante Jay ci sia legato sarà costretto a liberarsene. Nel frattempo Cameron si lascia coinvolgere ancora una volta in vicende personali altrui, finendo per ospitare a casa sua il matrimonio del giardiniere, provocando l'irritazione di Mitchell.

## Cambiare si può?
- Titolo originale: Fifteen Percent
- Diretto da: Jason Winer
- Scritto da: Steven Levitan

### Trama

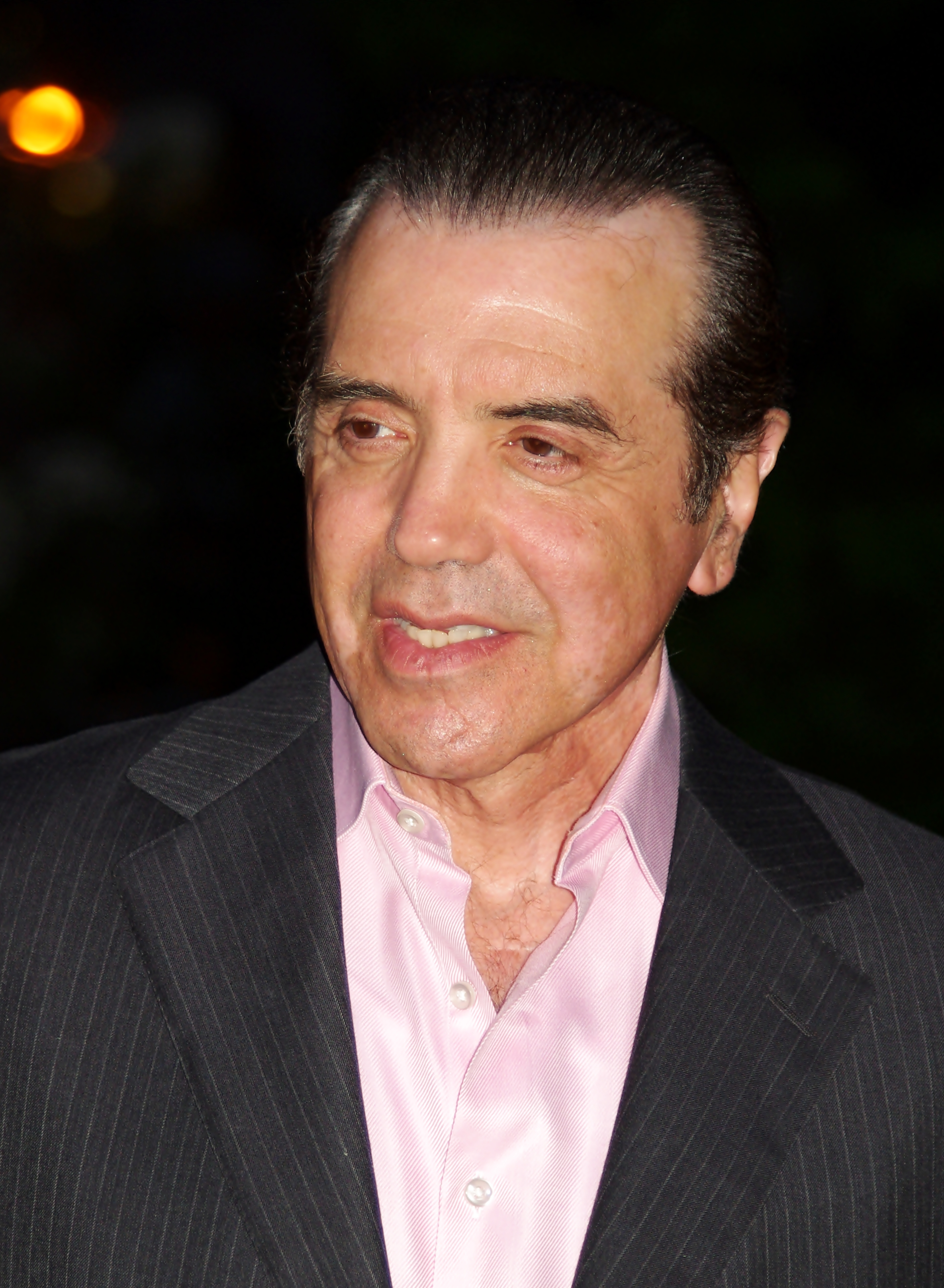
Chazz Palminteri interpreta Shorty

Claire non è molto portata per la tecnologia. Quando Phil, dopo aver installato un nuovo impianto home theater, acquista un nuovo telecomando universale, lei non riesce proprio a capirne il funzionamento, finendo per distruggerlo per la frustrazione; inoltre pensa che il marito si diverta ad installare apparecchi complicati per farla sembrare stupida. Così, per dimostrarle che è lei il problema e non gli oggetti troppo cervellotici, Phil insegna ad utilizzare lo stesso telecomando ad Haley, considerata la figlia meno intelligente in campo tecnologico. Jay, incontrando Cameron per strada, lo presenta ai suoi amici come un amico del figlio. Mitchell, per vendicarsi, fa credere al padre che il suo amico di lunga data Shorty sia omosessuale. Intanto, Manny organizza un incontro con quella che crede una coetanea conosciuta su internet, ma in realtà si rivelerà un'adulta ingannata dal suo solito atteggiamento maturo. Gloria aiuterà la donna imbarazzata a riconquistare un po' d'autostima.
- Guest star: Chazz Palminteri (Shorty), Kristen Schaal (Whitney), Reid Ewing (Dylan).

## Toccata e fuga
- Titolo originale: Moon Landing
- Diretto da: Jason Winer
- Scritto da: Bill Wrubel

### Trama
Claire si incontra con una vecchia amica con cui lavorava, Valerie, prima che abbandonasse una promettente carriera da manager dopo essere rimasta incinta di Haley e aver sposato Phil. Claire è determinata a mostrarle di non essere pentita di aver scelto di dedicarsi alla famiglia e di avere una famiglia felice, ma quando la invita a casa marito e figli non mostrano il meglio di loro stessi. Nel frattempo Haley litiga con Dylan, ma i due si ricongiungeranno presto, prima di litigare nuovamente. Intanto, Jay accetta di giocare a squash con Cam, ma vivrà una situazione per lui imbarazzante nello spogliatoio. Gloria richiede l'assistenza legale di Mitchell dopo un incidente stradale in cui lei sostiene di non avere colpe, pur essendo in realtà dalla parte del torto.
- Guest star: Minnie Driver (Valerie), Reid Ewing (Dylan).

## Giochi pericolosi
- Titolo originale: My Funky Valentine
- Diretto da: Michael Spiller
- Scritto da: Jerry Collins

### Trama
È il giorno di San Valentino e ogni coppia è pronta a celebrarlo in modi diversi. Phil e Claire si preparano per uno scambio di biglietti d'auguri seguito da una cena romantica, abitudine ormai consolidata negli anni, ma quando Dylan regala ad Haley un dipinto che riproduce una loro foto, Phil decide di optare per qualcosa di differente dal solito. Entrambi decidono di passare una notte di passione in hotel, dopo aver lasciato i bambini da amici, rendendo le cose più piccanti con una sorta di gioco di ruolo in cui indossano i panni di due personaggi inventati, Clive e Juliana. Purtroppo per loro però la serata sembra andare male quando il soprabito di Claire rimane incastrato sulle scale mobili, mentre sotto non sta indossando nient'altro. Jay regala degli orecchini a Gloria, per poi portarla allo spettacolo del comico David Brenner; Gloria lo apprezzerà fino a quando l'attore non trasforma Jay nell'oggetto di molte sue battute. Mitchell è impegnato quasi tutto il giorno in tribunale, da cui non ne esce soddisfatto in quanto è costretto a patteggiare senza avere quindi l'occasione di pronunciare la sua arringa finale che aveva preparato da molto tempo. Troverà comunque modo di pronunciarla in pubblico nel tentativo di aiutare Manny con Cam a conquistare una coetanea.
- Guest star: David Brenner (se stesso), Reid Ewing (Dylan), Andrew Borba (signor Balaban).

## Paure e fobie
- Titolo originale: Fears
- Diretto da: Reggie Hudlin
- Scritto da: Steven Levitan

### Trama
Phil e Luke, dopo aver fantasticato per giorni su quello che potesse esserci nelle fondamenta della casa, decidono di andare ad esplorarle. Tale voglia era venuta dopo che il tecnico della tv via cavo che si era calato sotto l'abitazione aveva fatto un commento su un'imprecisata collezione. Phil tuttavia si dimostra pauroso, e quando c'è da passare da uno stretto cunicolo fa di tutto per evitare di andare oltre. Quando Luke prende l'iniziativa, anche Phil è però costretto ad entrarci; i due fuggiranno dopo aver visto degli scheletri, che poi si riveleranno decorazioni di Halloween appartenute ai vecchi proprietari della casa. Per Haley è invece arrivato il momento di prendere la patente di guida; dopo aver fallito due volte l'esame finale, carica di tensione lo affronta una terza volta riuscendo alla fine ad avere successo. Nel frattempo, Mitchell e Cameron ospitano per un brunch la pediatra di Lily, la quale pronuncia la sua prima parola, "mamma", facendo andare nel panico i genitori adottivi. Quando Manny cerca di trovare una scusa per non andare con gli amici ad un parco divertimenti, Gloria riesce a fargli affrontare la sua paura verso le montagne russe.
- Guest star: Suzy Nakamura (dottoressa Miura), Dale E. Turner (Jenkins).

## Quattro impronte e un funerale
- Titolo originale: Truth Be Told
- Diretto da: Jason Winer
- Scritto da: Joe Lawson

### Trama

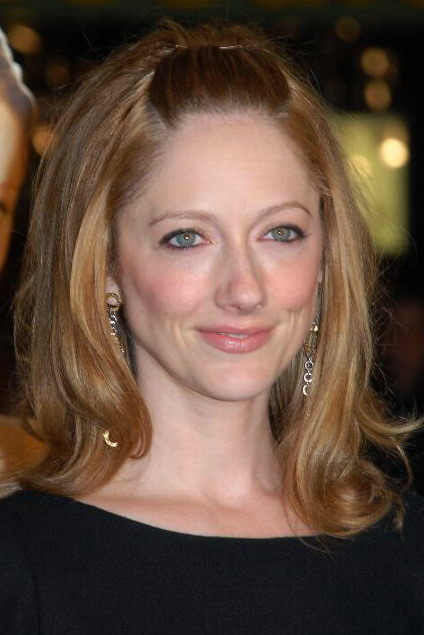
Judy Greer interpreta Denise

Phil decide di incontrare la sua ex ragazza Denise, con cui si era rimesso in contatto attraverso Facebook. Claire inizialmente si mostra gelosa, pensando a maliziose intenzioni di Denise, così Phil, per dimostrarle di avere torto, la invita a casa loro. Quando Claire la incontra si ricrede, ma alla fine risulterà che la sua prima impressione era stata esatta. Nel frattempo Alex si diverte a far credere al fratello che Denise sia la sua madre naturale e che quindi sia stato adottato. Jay decide di regalare un quadro con una frase d'ispirazione a Manny, ma mentre lo appende finisce per uccidere la sua tartaruga. Jay prova ad incolpare un procione, ma alla fine confesserà la sua colpa. Mitchell, sentendosi sempre più oppresso dal lavoro, che gli ha già fatto perdere momenti importanti della crescita di Lily, decide di licenziarsi.
- Guest star: Judy Greer (Denise), Bruce Altman (signor Jennings).

## Van Gogh a sorpresa
- Titolo originale: Starry Night
- Diretto da: Jason Winer
- Scritto da: Danny Zuker

### Trama
Phil e Claire devono aiutare Luke e Haley a portare a termine dei progetti per la scuola. Haley deve preparare dei tortini; la ragazza riesce a fare in modo che faccia tutto la madre; ma quando Claire capisce il gioco della figlia decide di costringerla a farseli da sola. Luke, invece, che secondo la sorella Alex soffre di ADHD, deve preparare un cartellone su Van Gogh; nonostante solo Phil abbia fiducia in lui, alla fine riuscirà a sorprendere tutti. Cameron passa una serata con Gloria, cercando di ripianare alcuni momenti imbarazzanti che aveva avuto nei mesi precedenti insiemi a lei. Mitchell invece va con Jay ad osservare uno sciame meteorico, una delle poche attività che occasionalmente effettua con il padre. In tale occasione ci sarà anche Manny, che per mostrarsi un buon "fratello" segue il consiglio del patrigno nell'offendere Mitchell con battute scherzose.
- Guest star: Lombardo Boyar (Jose).

## Un compleanno movimentato
- Titolo originale: Game Changer
- Diretto da: Jason Winer
- Scritto da: Vanessa McCarthy e Joe Lawson (soggetto); Joe Lawson e Alex Herschlag (sceneggiatura)

### Trama
Phil festeggia il compleanno lo stesso giorno del lancio dell'iPad; appassionato di tecnologia vuole assolutamente regalarselo. Per non fargli passare la giornata in coda davanti a un negozio, Claire si offre di comprarglielo; tuttavia, nonostante si alzi prima del solito quella mattina, finisce con il riaddormentarsi, non riuscendo nella sua missione visto che l'iPad viene esaurito in poche ore. Per Phil, molto deluso, si prospetta quindi un compleanno triste, ma Luke riuscirà a suo modo a procurarglielo prima della fine della giornata. Jay pensa di essere un buon giocatore di scacchi, ma in realtà scopre presto che Manny e Gloria fino a quel momento lo avevano lasciato vincere. Mitchell e Cameron ascoltano le voci dei vicini dopo aver impostato involontariamente il baby monitor sulla stessa frequenza di quello usato da loro. La prima volta finiscono con il credere che qualcuno sia entrato nella loro casa, occasione in cui Mitchell si accorge che potrebbe avere qualche difficoltà in un'eventuale autodifesa; in seguito Cameron continuerà ad ascoltare le conversazioni di una coppia che vive nella stessa zona per poi intervenire direttamente nella loro relazione quando si accorge che potrebbe andare in crisi per un malinteso.
- Guest star: Jason Antoon (cliente al negozio Apple).

## La rivincita di Phil
- Titolo originale: Benched
- Diretto da: Chris Koch
- Scritto da: Danny Zuker

### Trama

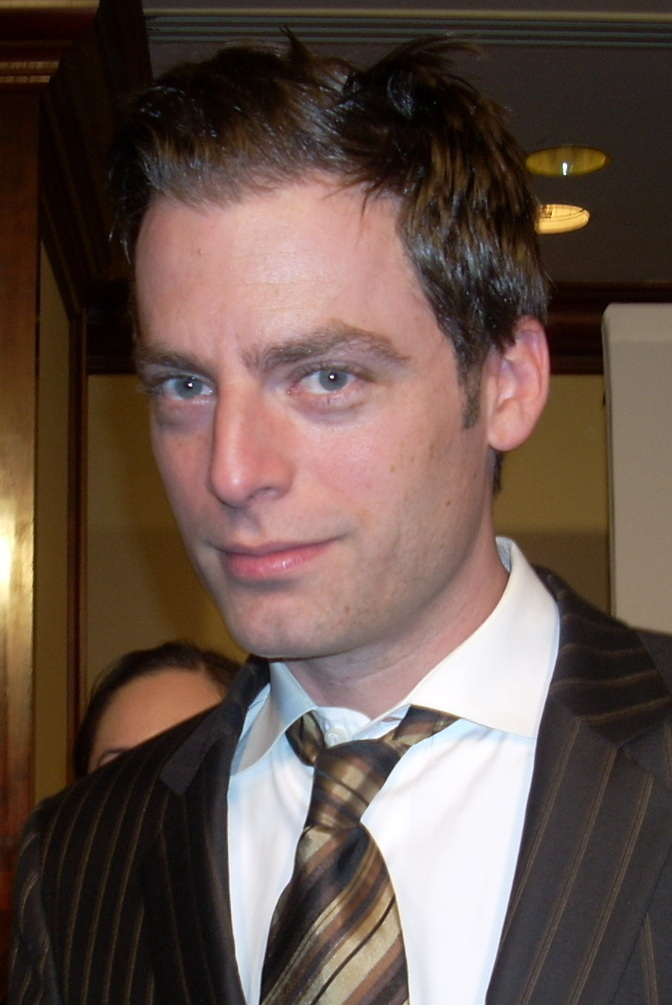
Justin Kirk interpreta Charlie Bingham

L'allenatore della squadra di basket di Luke e Manny viene considerato troppo duro dai rispettivi genitori. Quando Jay e Phil gli espongono qualche critica, lui si fa da parte e abbandona la squadra. Phil, che ha già avuto esperienze da allenatore di basket in passato, è pronto a prendere il suo posto, ma Jay lo scavalca e prende il comando. Tuttavia alla fine Jay dovrà ammettere che ci sono cose che Phil riesce a fare meglio di lui. Manny chiede per la prima volta a sua madre di non assistere alla sua partita per evitare che venga messo in imbarazzo dalle sue attenzioni eccessive nei suoi confronti; allo stesso tempo anche Alex chiede a Claire di non mostrarsi con le quando è in compagnia delle sue amiche. Le due ripiegheranno quindi su Lily per sfogare i loro sentimenti materni. Nel frattempo Mitchell, non a proprio agio nel ruolo di padre casalingo, accetta di andare ad un colloquio di lavoro. Intanto Cam aveva iniziato a lavorare presso un negozio di bigliettini di auguri, ma anche lui non vede l'ora di ritornare a dedicarsi a tempo pieno ad accudire la figlia. Quindi, Mitchell accetterà di iniziare a lavorare per Charlie Bingham.
- Guest star: Justin Kirk (Charlie Bingham), Eric Lange (allenatore Stupak).

## In viaggio con Scout
- Titolo originale: Travels with Scout
- Diretto da: Seth Gordon
- Scritto da: Paul Corrigan e Brad Walsh

### Trama
Il padre di Phil, Frank, va a visitare il figlio e i nipoti. Pur presentandosi come al solito con il suo atteggiamento spontaneo e giocoso, secondo Claire nasconde un qualche problema. Frank, arrivato in camper, dona il suo cane Scout, che non può più vivere con lui e la moglie in quanto quest'ultima ha sviluppato un'allergia. Tuttavia Frank ci è molto affezionato e alla fine se lo riporterà con sé nel viaggio di ritorno. Intanto, Cam si propone di sostituire il batterista del gruppo di Dylan, che ha dovuto trasferirsi poco prima di un'esibizione. Cam si dimostrerà un batterista molto abile, anche se si lascerà trasportare un po' troppo dalla passione. Jay, decide invece di far saltare la scuola a Manny per portarlo al cinema, dove viene proiettato un film nel cui cast vi è un ex compagno di scuola di Mitchell. Il film è però di genere horror e finirà per impressionare molto Manny.
- Guest star: Reid Ewing (Dylan), Christopher Shea (Ben), Fred Willard (Frank Dunphy).

## Il compleanno di Jay
- Titolo originale: Airport 2010
- Diretto da: Jason Winer
- Scritto da: Dan O'Shannon e Bill Wrubel

### Trama
Per il 63º compleanno di Jay Gloria organizza una vacanza alle Hawaii; Jay crede sia solo per loro due ma Gloria gli fa la non gradita sorpresa di invitare anche tutto il resto della famiglia. Arrivati in aeroporto, Mitchell si accorge di aver dimenticato il portafoglio, quindi Phil lo riaccompagna a casa a prenderlo. Per evitare di far perdere l'aereo entrambi è costretto ad ignorare un sms che lo informava di un'irruzione presso la sua abitazione. In realtà si trattava di Dylan, che, avendo passato la notte con Haley di nascosto, è finito per rimanere bloccato nell'abitazione non riuscendo ad andarsene prima che la famiglia Dunphy se ne andasse attivando l'antifurto. Mentre Claire si fa prendere sempre più dalla paura di prendere l'aereo, Manny viene scambiato per un omonimo presente nella no fly list e Haley viene attratta da un ragazzo che credeva erroneamente più grande di lei.
- Guest star: Tom Wright (guardia di sicurezza), Reid Ewing (Dylan).

## Luna di miele alle Hawaii
- Titolo originale: Hawaii
- Diretto da: Steven Levitan
- Scritto da: Paul Corrigan e Brad Walsh

### Trama
Arrivati a Maui, Phil vuole trasformare il viaggio in una luna di miele, che era mancata quando aveva sposato Claire, trattandosi di un matrimonio improvvisato. Anche se Claire è determinata a non perdere di vista i bambini, Phil riuscirà comunque a ritagliare qualche momento romantico, organizzando anche una cerimonia per rinnovare voti matrimoniali. Jay ha intenzione di passare le vacanze all'insegna dell'ozio e dell'assoluto riposo, ma quando il fratello lo chiama per fargli auguri e gli ricorda che il padre è morto proprio a 63 anni, decide di stare più attento a ciò che mangia ed inizia a fare più attività fisica, finendo però per esagerare e avere problemi alla schiena. A Haley viene concesso di passare del tempo con amici appena conosciuti, ma finisce per andare incontro alla sua prima ubriacatura. Mitchell ha in programma di effettuare molte attività per immergersi nella cultura locale, ma Cam gli farà riscoprire il piacere del concedersi un po' di relax.

## Ritratto di famiglia
- Titolo originale: Family Portrait
- Diretto da: Jason Winer
- Scritto da: Ilana Wernick

### Trama
Claire organizza una foto ritratto con tutta la famiglia. Secondo l'idea di Claire tutti vestiti di bianco dovrebbero posizionarsi in fila sulle scale della sua abitazione, ma la sua attenzione ossessiva per i dettagli, nel caso specifico un gradino danneggiato, la costringe a spostare la messa in posa presso la casa di Jay. Anche qui però le cose non andranno secondo piani, ma lo scatto della foto si trasformerà comunque in un momento divertente e memorabile. Nel frattempo Phil, Gloria, Alex e Manny vanno a vedere una partita dei Los Angeles Lakers, dove hanno uno scambio di battute con Kobe Bryant. Durante l'intervallo Gloria e Phil vengono inquadrati dalla kiss cam e Gloria bacia Phil. Jay aiuta Luke per un compito scolastico, raccontandogli cosa faceva da giovane negli anni '60. Per rendere il racconto interessante, decide di inventarsi alcuni particolari, specie su persone importanti che avrebbe incontrato. Cam è impegnato a cantare in una cerimonia, dove intona l'Ave Maria di Schubert, mentre Mitchell, solo in casa, è costretto ad affrontare un piccione dal quale è completamente terrorizzato.
- Guest star: Kobe Bryant (se stesso).